# Has (Syria)
Has (arab. حاس) – wieś w Syrii, w muhafazie Idlib. W 2004 roku liczyła 9595 mieszkańców.